# Huitè govern del Consell del País Valencià
El huitè govern del Consell del País Valencià fou el gabinet executiu esdevingut després de la remodelació efectuada el 15 de setembre de 1981 al si del govern valencià en l'etapa preautonòmica sota la presidència d'Enric Monsonís i Domingo (UCD).

## Composició[1]
| Presidència              | Partit |
| ------------------------ | ------ |
| Enric Monsonís i Domingo |        |

| Conselleria                                | Conseller                   | Partit      |
| ------------------------------------------ | --------------------------- | ----------- |
| Vicepresidència                            | Felip Guardiola Sellés      |             |
| Conselleria d'Interior                     | Felip Guardiola Sellés      |             |
| Conselleria de Cultura                     | Ciprià Císcar i Casaban     |             |
| Conselleria d'Economia, Comerç i Indústria | Segundo Bru Parra           |             |
| Conselleria de Sanitat i Seguretat Social  | Salvador López Sanz         |             |
| Conselleria adjunta a la Presidència       | Josep Lluís Sorribes Mur    |             |
| Conselleria d'Hisenda                      | Jorge Navarro Canuto        |             |
| Conselleria d'Obres Públiques i Urbanisme  | Luis Verdú López            |             |
| Conselleria d'Educació                     | Amparo Cabanes Pecourt      | Independent |
| Conselleria d'Agricultura i Pesca          | José Antonio Bordils Ferrer |             |
| Conselleria de Treball                     | Ángel Luna González         |             |
| Conselleria de Turisme i Transport         | Vicente Gómez Chirivella    |             |

1. ↑  Cessa el 15 de juliol de 1982